# Marco Antonio Boronat
Pour les articles homonymes, voir Boronat.
 (mai 2018).
Si vous disposez d'ouvrages ou d'articles de référence ou si vous connaissez des sites web de qualité traitant du thème abordé ici, merci de compléter l'article en donnant les références utiles à sa vérifiabilité et en les liant à la section « Notes et références ».
Marco Antonio Boronat Gimeno, né le 9 juin 1947 à Saint-Sébastien (province du Guipuscoa, Espagne), est un footballeur espagnol de la Real Sociedad reconverti en entraîneur.

## Biographie
Boronat jouait au poste d'attaquant. Il passe pratiquement toute sa carrière à la Real Sociedad. Avec ce club, il joue 225 matches et marque 31 buts entre 1967 et 1977. Il est remplaçant lors des deux dernières saisons.
Il devient ensuite entraîneur. Il est l'assistant d'Alberto Ormaetxea et de John Benjamin Toshack entre 1979 et 1989. 
Boronat entraîne la Real Sociedad entre 1989 et janvier 1991. Lors de la saison 1989-1990, la Real termine à la 5e place et se qualifie pour la Coupe UEFA.
En 1991, il rejoint le Deportivo La Corogne où il est limogé après la 30e journée. C'est Arsenio Iglesias qui le remplace.
Boronat entraîne ensuite diverses équipes en deuxième division comme le Real Valladolid, CD Badajoz, UD Las Palmas, Deportivo Alavés (qu'il parvient à sauver de la relégation) et le CD Logroñés.